# The Traveling Salesman
The Traveling Salesman er en amerikansk stumfilm fra 1916 af Joseph Kaufman.

## Medvirkende
- Frank McIntyre som Bob Blake.
- Doris Kenyon som Beth Elliot.
- Harry Northrup som Franklin Royce.
- Russell Bassett som Martin Drury.
- Julia Stuart som Mrs. Babbitt.